# 가락로 (서울)
가락로는 서울특별시 송파구 삼학사로 배명고등학교에서 송파구 위례성대로 서울방이초등학교 사거리까지의 도로이다.

## 경유지
서울특별시
- 송파구

## 노선
배명중학교, 배명고등학교(삼학사로) - 서울해누리초등학교, 해누리중학교 - 서울가락초등학교 -  송파사거리 - 잠실여자고등학교, 일신여자상업고등학교 - 한양공원 - 서울 방이동 고분군(오금로) -  서울방이초등학교(위례성대로)

## 연결도로
- 오금로
- 송파대로
- 삼학사로
- 위례성대로

## 주요 건물 및 시설
- 배명중학교
- 배명고등학교
- 서울해누리초등학교
- 해누리중학교
- 서울가락초등학교
- 잠실여자고등학교
- 서울방이초등학교

## 문화재
- 서울 방이동 고분군